# Mudau
Mudau település Németországban, azon belül Baden-Württembergben. Lakosainak száma 5016 fő (2023. december 31.).

## Népesség
A település népessége az elmúlt években az alábbi módon változott:
| Lakosok száma | 4894 | 5053 | 4947 | 4683 | 4752 | 5099 | 5080 | 5048 | 4833 | 5016 |
|               | 1961 | 1967 | 1974 | 1980 | 1987 | 1993 | 2000 | 2006 | 2013 | 2023 |